# Łyczanka (Myślenice)
Pour les articles homonymes, voir Łyczanka.
Łyczanka est une localité polonaise de la gmina de Siepraw, située dans le powiat de Myślenice en voïvodie de Petite-Pologne.